# Geigenlack
Der Geigenlack schützt das Holz vor chemischen und mechanischen Schäden. Außerdem hat er eine ästhetische Funktion. Der Lack besteht aus verschiedenen Naturharzen, die je nach Lack in Öl oder Spiritus gelöst werden. 

## Zutaten (Auswahl)
| - Spiritus oder Öl - Schellack, Körnerlack - Mastix - Benzoe - Sandarak - Kopale - Bernstein - Drachenblut | - Safran - Terpentin - Propolis - Dammar - Kolophonium - Elemi - Weihrauch |

## Geschichte
Ein historisch gebräuchlicher Lack ist der Öllack. Ob die alten Meister wie Amati, Stradivari und Guarneri ihn verwendet haben, ist nicht belegt. Öllack trocknet langsamer und ist nicht unbedingt weicher als der Spirituslack. Bezüglich der Lackhärte ist die Art des Harzes entscheidend. Spirituslack ist aufgrund seiner kurzen Trockenzeiten heute sehr beliebt.

## Zusammensetzung
Den Grund des Lackes bildet immer das Lösungsmittel. Den einfachsten Lack erreicht man, indem man Körnerlack einige Tage in Spiritus löst. Dieser wird filtriert und mit Zusätzen wie Benzoe, Mastix oder Sandarak versehen, je nachdem wie hart oder weich der Lack sein soll. Für Farblack werden noch Farbstoffe wie Drachenblut dazugegeben.
Die Qualität eines Lacks resultiert aus einem ausgewogenen Verhältnis der Harze und Lösungsmittel zueinander, wobei es eine hohe Kunst ist, einen optimalen Lack herzustellen. Zu den Merkmalen eines guten Lacks zählen neben schöner Farbe, genügender Transparenz, ausreichender Elastizität auch gute Auftragsfähigkeit und eine angenehme Oberflächenbeschaffenheit.

## Anwendung
Lackiert wird in drei Arbeitsschritten. Zuerst werden mehrere Schichten Grundlack aufgetragen. Danach folgen wieder mehrere Schichten Farblack und zum Schluss wird mit Überzugslack lackiert.